# ساسی (بوتان)
ساسی (به لاتین: Sassi) یک منطقهٔ مسکونی در بوتان (کشور) است که در Trashigang District واقع شده‌است.